# 徐谦 (1929年)
徐谦（1929年—），女，江苏武进人，中华人民共和国石油工程师，曾任山东齐鲁石化公司胜利炼油厂总工程师，第五届全国人大代表，全国三八红旗手标兵。